# Kia Joice
La Kia Joice è una monovolume compatta prodotta dalla casa automobilistica coreana Kia Motors dal 1999 al 2003. In alcuni mercati asiatici è stata venduta come Kia Carstar.

## Il contesto
La Joice viene presentata al Salone dell'automobile di Seul nel maggio del 1999; rappresenta la prima monovolume di classe media con abitacolo a sette posti prodotta dalla casa coreana e al tempo stesso è la prima auto ad essere stata sviluppata dal polo Hyundai-Kia Automotive venutosi a creare dopo la fusione del marchio Hyundai con quello Kia. Il design della Joice viene caratterizzato dalle linee spigolose che richiamano i veicoli commerciali ma grazie a numerosi elementi distintivi come la grande calandra cromata frontale, i paraurti con profonde nervature e prese d'aria, e ai passaruota laterali con un rientro superiore, si viene a creare una linea abbastanza moderna. I benefici della carrozzeria squadrata ovviamente vanno tutti a vantaggio dell'abitacolo molto spazioso in grado di ospitare sette persone su tre file di sedili (configurazione dei posti 2-3-2). La Joice possiede un coefficiente di resistenza aerodinamica contenuto nel valore di 0,40. Il bagagliaio ha un volume minimo pari a 210 litri ampliabile fino a 1.750 litri con i sedili posteriori rimossi. Il serbatoio è in grado di contenere fino a 60 litri di carburante.
Internamente sono stati utilizzati dei materiali di qualità modesta ma le plastiche della plancia sono state assemblate con precisione in modo da limitare eventuali scricchiolii e fastidiosi rumori. La seconda fila di sedili è stata progettata in modo da essere rimossa con facilità oppure può essere ribaltata con pochi gesti in modo da formare dei tavolini. Il quadro strumenti possiede un disegno di facile lettura con retroilluminazione verde e incorpora anche uno schermo che funge da altimetro, bussola e barometro. I principali comandi del sistema audio e del climatizzatore sono stati sistemati nella zona centrale della plancia. Curata la selleria, la casa fornisce di serie per il mercato europeo gli interni in tessuto ma propone tra gli optional anche gli interni in pelle. Per il solo mercato locale la Joice dispone anche delle rifiniture interne in finta radica.
La Joice utilizza il pianale comune anche alla versione gemella Mitsubishi Space Wagon. Il motore in posizione anteriore-trasversale trasmette la potenza alle ruote motrici anteriori. Le sospensioni anteriori e posteriori sono configurate secondo lo schema a ruote indipendenti MacPherson con montante telescopico, barra stabilizzatrice, ammortizzatori idraulici e servosterzo a cremagliera. Il cambio è un manuale a 5 rapporti ma tra gli optional era disponibile anche un automatico a 4 rapporti con convertitore di coppia.
Sotto il profilo della sicurezza automobilistica la Joice dispone di serie degli airbag frontali e del sistema anti bloccaggio delle ruote motrici (ABS), oltre agli appoggiatesta posteriori sia per la seconda che per la terza fila. Tra la dotazione figurano i cerchi in lega leggera, il climatizzatore automatico, l'autoradio CD e i vetri elettrici anteriori.

## Motorizzazioni
Il motore adottato è un 2,0 litri (1.997 cm³) Sirius alimentato a benzina di origine Mitsubishi e omologato Euro 2, grazie alla fasatura variabile delle valvole e alla distribuzione a quattro valvole per cilindro (16 valvole totali) eroga 139 cavalli a 6.000 giri al minuto per una coppia massima di 182 N·m a 4.800 giri al minuto. Le prestazioni dichiarate dalla casa sono uno scatto da 0 a 100 km/h registrato in 13,8 secondi per una velocità massima di 180 km/h. Il consumo medio è di 9,0 km/l nel ciclo combinato con emissioni di anidride carbonica contenute in 264 grammi emessi al chilometro.
Nel 2000 per il mercato europeo il 2.0 16V è stato riomologato secondo i parametri della normativa Euro 3, di conseguenza la potenza massima è scesa a 120 cavalli il tutto migliorando i consumi, ora di 10,3 km/l, ma peggiorando le prestazioni: lo scatto da 0 a 100 km/h viene registrato in 11,5 secondi mentre la velocità di punta è pari a 175 km/h. Invariate le emissioni di CO2.
| Modello     | Disponibilità       | Motore                       | Cilindrata cm³ | Potenza         | Coppia Massima          | Emissioni CO2 (g/km) | 0–100 km/h (secondi) | Velocità max (km/h) | Consumo medio (km/l) |
| 2.0 16V 139 | dal debutto al 2000 | 4 cilindri in linea, Benzina | 1.997          | 102 kW (139 CV) | 182 N·m @4.800 giri/min | 264                  | 10,5                 | 180                 | 9,0                  |
| 2.0 16V 120 | dal 2000            | 4 cilindri in linea, Benzina | 1.997          | 88 kW (120 CV)  | 182 N·m @4.800 giri/min | 264                  | 11,5                 | 175                 | 10,3                 |